# ميادة بامية
ميادة يوسف مصطفى بامية (أم الفهد؛ وُلدت في 25 يوليو 1945– تُوفيت في 16 ديسمبر 2020 في داكار، السنغال) دبلوماسية وسياسية فلسطينية وأحد أعضاء حركة فتح ومؤسسي الاتحاد العام للمرأة الفلسطينية، كانت سفيرةً لدولة فلسطين لدى البرتغال، وسفيرة دولة فلسطين لدى البرازيل بين عامي 2006 و2010.

## حياتها الشخصية
كان والدها يوسف بامية مالكًا لشركة باصات بامية في مدينة يافا قبل النكبة، ووالدتها جزائرية.
تزوجت من سعيد محمد عباسي من مواليد القدس عام 1939، والذي كان ممثلًا لمنظمة التحرير الفلسطينية لدى السنغال، وغينيا، وأنغولا، وغينيا بيساو، وغامبيا. تُوفي زوجها في عام 2004 ودُفن في السنغال.
تُوفيت سلوان عباسي ابنة ميادة الصُغرى في 22 فبراير 2020 ودُفنت في السنغال، وهي دبلوماسية كانت تعمل ضمن بعثة فلسطين لدى فرنسا.